# Chabrias

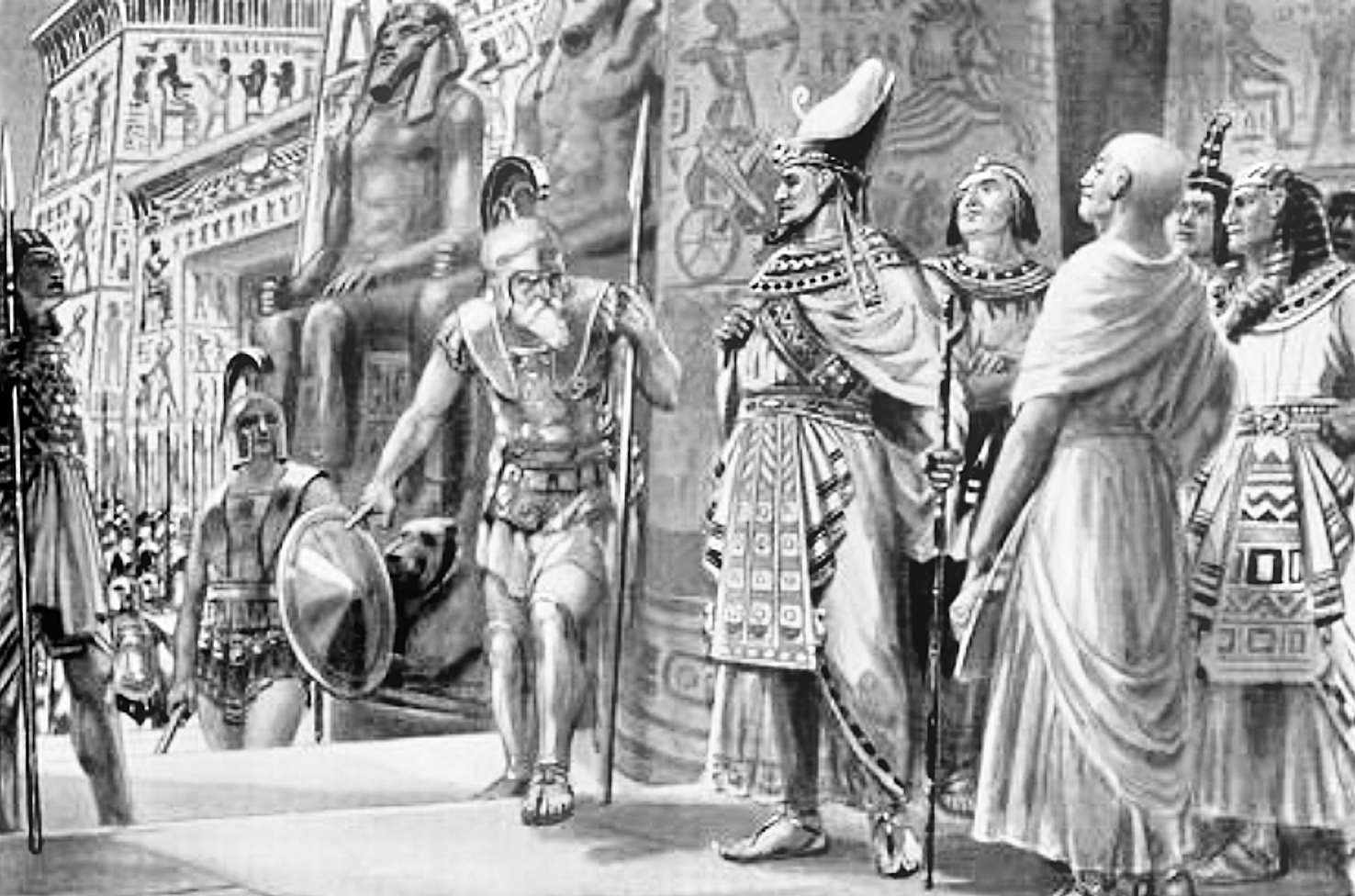
Chabrias (po lewej) ze spartańskim królem Agesilausem (w środku), w służbie egipskiego króla Nektanebo I i jego regenta Teosa, Egipt 361 p.n.e.

Chabrias (IV wiek p.n.e.) – ateński dowódca wojskowy, strateg.
Dowódca armii i floty ateńskiej. Zwycięzca Spartan w bitwach pod Aeginą w 388 p.n.e. i pod Tebami w 376 p.n.e. oraz bitwie morskiej pod Naksos w 376 p.n.e. Dowódca floty w służbie królów Egiptu i Cypru. Brał udział w wyzwalaniu Cypru spod władzy perskiej przez króla Ewagorasa w 387 p.n.e. oraz w wyprawie faraona Tachosa do Palestyny i Syrii w 360 p.n.e.
Poległ na polu bitwy, dowodząc ateńskimi siłami morskimi w wyprawie na Chios podczas wojny Aten ze sprzymierzeńcami (357–355 p.n.e.).